# Genichiro Tenryū
Genichiro Shimada (嶋田源一郎 Shimada Genichiro?) (2 de febrero de 1950) es un luchador de sumo y lucha libre profesional retirado japonés, más conocido por su nombre artístico Genichiro Tenryu. Famoso por su longeva carrera, en la que destaca su importante trabajo en All Japan Pro Wrestling y Wrestle Association R, Tenryu fue apodado "Mr. Puroresu" por alternar su trayectoria entre varias empresas y obtener una inmensa popularidad en cada una de ellas, y hoy en día es considerado uno de los miembros fundamentales del desarrollo de la lucha libre de Japón.

## Carrera
Shimada se dedicó inicialmente al sumo con 15 años, siendo elevado a sekitori en 27 torneos, 16 de ellos en la división makuuchi. Su rango más alto fue Maegashira 1. En septiembre de 1976, Genichiro se retiró del sumo a los 26 años después de una polémica disputa con la Japan Sumo Association sobre su transferencia a un stable recién creado. Poco después, Genichiro se interesó por la lucha libre profesional y entró en contacto con Giant Baba, director de All Japan Pro Wrestling.

### All Japan Pro Wrestling (1976-1990)
Nada más comenzar, Genichiro fue enviado por Baba a Estados Unidos, donde entrenó con Dory Funk, Jr. y Terry Funk, y debutó en Texas contra Ted DiBiase bajo el nombre artístico de Tenryu (天龍 Tenryū?, Dragón del Cielo). Después de años luchando en National Wrestling Alliance y otras empresas como representativo de AJPW, Shimada volvió a Japón en 1982, donde adoptó el nombre ampliado de Genichiro Tenryu (天龍源一郎 Tenryū Genichiro?), y formó un tag team con Jumbo Tsuruta. Con Baba ya envejeciendo y distanciándose de la primera línea, Tsuruta y Tenryu se convirtieron en los vanguardias del circuito, rivalizando con foráneos como Bruiser Brody y Stan Hansen y con “invasores” como Riki Choshu, quien había venido desde la New Japan Pro Wrestling para medirse con el talento local.
Cuando Choshu se volvió a la New Japan en 1987, Tsuruta y Tenryu se convirtieron en rivales. Tenryu formó un grupo llamado “Revolution” con Ashura Hara y Hiromichi Fuyuki, exmiembros de la IWE, y con los novatos Toshiaki Kawada y Yoshinari Ogawa. Tenryu y Hara lidiaron con Tsuruta y su nueva pareja, Yoshiaki Yatsu, que antes había sido pareja de Choshu, despojándoles del nuevo Campeonato de Parejas Unificado por un día en 1988. Entretanto, Tenryu por sí solo seguía combatiendo a Hansen por los Títulos NWA United National y Mundial PWF.
1989 fue el año pivotal de Tenryu. Tras Tsuruta unificar los títulos en la nueva Triple Corona, Tenryu lo retó, perdiendo un primer encuentro el 20 de abril y por fin derrotando a su rival el 5 de junio, en un match que fue llamado por los expertos de la prensa como el Match del Año en Japón. Entretanto, tras que Baba echara a Hara del circuito por deudas con la yakuza, Tenryu primero escogió a Kawada como su pareja, pero terminó siendo más exitoso tomando a su ex rival Hansen, con quien ganó el Campeonato de Parejas Unificado tres veces.
En 1990, sin embargo, Tenryu, sabiendo que nunca sería más que segundón de Tsuruta si permanecía en la All Japan, aceptó una oferta de trabajo como modelo y relacionista de Megane Super, una compañía óptica.

### Super World of Sports (1990-1992)
La Megane Super tenía planes ambiciosos para Tenryu, y formaron un nuevo circuito, Super World of Sports (SWS). Tenryu convenció a Hara, Fuyuki, Yatsu, y otros para que lo siguieran, y la compañía también procuró los servicios de ciertos luchadores de la New Japan también. Debido a esto, otros promotores, luchadores y fanáticos de otros circuitos criticaron rotundamente a la SWS, llamándola “puroresu pesetero”, debido a los fichajes que hacían. El sentimiento aumentó aún más cuando la SWS anunció un acuerdo con la World Wrestling Federation norteamericana para promover eventos locales con sus luchadores.
Tenryu y otros de la SWS aprovecharon el negocio para retar a las estrellas de la WWF, incluyendo Hulk Hogan y Ric Flair, a quienes Tenryu y Yatsu retaron en matches separados. Aun así, la SWS no duró mucho, pues la crisis económica japonesa terminó cerrando el negocio en 1992 cuando Megane Super ya no pudo sustentarlo. Con pocas estrellas siguiéndolo, y deseando retar a otros luchadores prominentes del puroresu, Tenryu formó un nuevo circuito.

### WAR (1992-1998)
Tenryu usó a WAR como su base desde la cual retaría a estrellas de otros circuitos. Uno a uno fueron desfilando por los cuadriláteros de WAR y casi siempre eran derrotados por él: Antonio Inoki, Tatsumi Fujinami y Riki Choshu de la New Japan; Nobuhiko Takada de la UWFI; Atsushi Onita de la FMW; Tarzan Goto de la IWA Japan, entre otros. 
El combate norteamericano destacado de Tenryu fue en la World Wrestling Federation en 1991 en WrestleMania VII, donde formó equipo con Koji Kitao para derrotar a Demolition. También apareció tanto en el Royal Rumble de 1993 como en el Royal Rumble de 1994; en este último llegó a los cinco finalistas, pero fue eliminado por los eventuales co-ganadores Lex Luger y Bret Hart. Un ángulo hizo que él y The Great Kabuki fueran contratados como mercenarios por el manager de Yokozuna, el Mr. Fuji, para atacar a The Undertaker e impedirle ganar.
Fue esa voluntad de medirse contra otros, sin importar el circuito que sea en una época en que los promotores consideraban a los circuitos como cualquier compañía japonesa (irse era como una traición), que le dieron el apodo de “Mr. Puroresu” entre los expertos de la prensa y los hinchas.

### New Japan Pro Wrestling (1998-2000)
En 1998 Tenryu decide poner menos carteleras de WAR e irse a la New Japan como agente libre, para retar a sus actuales estrellas, en una especie de regreso a primera línea. Con Shiro Koshinaka, a quien había conocido de joven en All Japan y rivalizado en WAR, ganó el Campeonato de Parejas IWGP, su primer título mayor en ocho años. En diciembre de 1999 gana el Campeonato Mundial Completo IWGP, convirtiéndose en el segundo hombre, y primer japonés, en ganar ambos títulos de los circuitos mayores japoneses existentes.

### Vuelta a All Japan (2000-2004)
Tras la crisis que devino en la separación de Mitsuharu Misawa y los de Pro Wrestling Noah en el año 2000, Tenryu regresó a la All Japan, dándole la mano a la viuda de Baba, el cual había jurado en vida no aceptar un regreso de Tenryu. Tenryu también estaba ansioso por medirse de igual a igual con su exprotegido, Kawada. El 28 de octubre de 2000, Tenryu derrotó a Kawada en la final de un torneo por la vacante Triple Corona (dejada por Kenta Kobashi cuando se fue a Noah), ganando la presea por segunda vez. 
En su segundo periodo en All Japan pudo conquistar la mítica presea una tercera vez en 2002, rivalizando con Kawada y Keiji Muto, quien se había unido a All Japan aquel año. También capturó un quinto Campeonato de Parejas con ex rival Yoji Anjo, exmiembro de la UWFI, y un Campeonato de Parejas de Asia con el veterano Masanobu Fuchi.
Tenryu volvió a All Japan por última vez en 2008, una derrota con Fuchi ante su maestro Dory Funk Jr. y el protegido de éste, Osamu Nishimura.

### Más retos (2004-2009)
Tras un último y fallido reto por recobrar la Triple Corona de Kawada, Tenryu se fue de All Japan por segunda vez, esta vez para irse al nuevo circuito de Choshu, World Japan. El circuito también incluía Takao Omori, a quien nunca había conocido en All Japan pues debutó en 1992. Fue este reto que impulsó a Tenryu a entrar en Noah en 2005, como retador contra Misawa y otros conocidos y no conocidos de su primera estadía en All Japan. No pudo derrotar a Misawa en su encuentro, sin embargo. (Ya Tenryu lo había derrotado en 1987, cuando Misawa todavía era Tiger Mask II).
En el 2005 apareció por primera vez en Hustle, aunque al contrario de muchos otros japoneses del circuito que adoptaban gimmicks inusuales, Tenryu siguió fiel a su estilo. 

### Leyenda (2009-2015)
Tras la clausura de Hustle en 2009, Tenryu hizo un tercer circuito, el cual llamó “Tenryu Project”, una revisión de la antigua WAR en menor escala.
A principios de 2015 Tenryu anunció su retiro, programándolo para el 13 de noviembre, fecha de su aniversario número 39 como luchador. Mientras tanto, se presentará en carteleras esporádicas en encuentros de leyendas.

## Campeonatos y logros
- All Japan Pro Wrestling
  - AJPW All Asia Tag Team Championship (1 vez) - con Masanobu Fuchi
  - AJPW Triple Crown Heavyweight Championship (3 veces)
  - AJPW Unified World Tag Team Championship (5 veces) - con Stan Hansen (3), Ashura Hara (1) y Yoji Anjo (1)
  - NWA International Tag Team Championship (2 veces) - con Jumbo Tsuruta
  - NWA United National Championship (2 veces)
  - PWF World Heavyweight Championship (1 vez)
  - PWF World Tag Team Championship (1 vez) - con Ashura Hara
  - Champion's Carnival (2001)
  - World's Strongest Tag Team League (1984) - con Jumbo Tsuruta
  - World's Strongest Tag Team League (1986) - con Jumbo Tsuruta
  - World's Strongest Tag Team League (1989) - con Stan Hansen

- Fighting World of Japan Pro Wrestling
  - WMG Tag Team Championship (1 vez) - con Riki Chōshū

- HUSTLE
  - HUSTLE Super Tag Team Championship (1 vez) - con Tadao Yasuda

- Mid-Atlantic Championship Wrestling / World Championship Wrestling
  - NWA Mid-Atlantic Tag Team Championship (1 vez) - con Mr. Fuji
  - NWA World Six-Man Tag Team Championship (1 vez) - con Hawk & Animal

- New Japan Pro Wrestling
  - IWGP Heavyweight Championship (1 vez)
  - IWGP Tag Team Championship (1 vez) - con Shiro Koshinaka

- Super World of Sports
  - SWS vs WWF Tournament (1990)
  - One Night Tag Team Tournament (1990) - con Koji Kitao

- Tenryu Project
  - Tenryu Project Six-Man Tag Team Championship (1 vez) - con Tatsutoshi Goto & Daisuke Sekimoto
  - Hidden Genius R League (2013) - con Ryuichi Kawakami

- Wrestle Association R
  - J-1 Heavyweight Championship (1 vez)
  - WAR World Six-Man Tag Team Championship (2 veces) - con Koki Kitahara & Animal Hamaguchi (1) y Último Dragón & Nobutaka Araya (1)
  - WAR Six Man Tag Team Tournament (1994) - con Crusher Bam Bam Bigelow & Atsushi Onita

- Pro Wrestling Illustrated
  - Situado en el N°68 en los PWI 500 de 2006[4]
  - Situado en el Nº14 con Jumbo Tsuruta en los 100 mejores tag teams de la historia - PWI Years, 2003[5]
  - Situado en el Nº13 dentro de los 500 mejores luchadores de la historia - PWI Years, 2003[6]

- Wrestling Observer Newsletter
  - 5 Star Match (1989) contra Jumbo Tsuruta el 5 de junio
  - Lucha del año (2001) contra Keiji Mutoh el 8 de junio
  - WON Hall of Fame (Clase de 1996)

- Tokyo Sports Grand Prix
  - Luchador del año (1986)
  - Luchador del año (1987)
  - Luchador del año (1988)
  - Luchador del año (1993)[7]
  - MVP (1986)
  - MVP (1987)
  - MVP (1995)
  - Equipo del año (1983) - con Jumbo Tsuruta
  - Equipo del año (1985) - con Jumbo Tsuruta
  - Equipo del año (1987)[8] - con Ashura Hara
  - Premio técnico (1990)[7]
  - Premio de actuación (1981)
  - Premio de actuación (1984)
  - Premio de actuación (1996)[7]
  - Premio a la popularidad (1977)[9]
  - Espíritu de lucha (1983)[8]
  - Lucha del año (1987) contra Jumbo Tsuruta el 31 de agosto
  - Lucha del año (1988) contra Stan Hansen el 27 de julio
  - Lucha del año (1989) contra Jumbo Tsuruta el 5 de junio
  - Lucha del año (1991)[7] contra Hulk Hogan el 12 de diciembre
  - Lucha del año (1993) contra Riki Choshu el 4 de enero
  - Lucha del año (1994) con Ashura Hara contra Atsushi Onita & Tarzan Goto el 2 de marzo
  - Lucha del año (1996) contra Nobuhiko Takada el 11 de septiembre
  - Lucha del año (1999) contra Keiji Muto el 3 de mayo